# Andres Tarand
Andres Tarand (* 11. ledna 1940 Tallinn) je estonský politik. V letech 1994–1995 byl jakožto nestraník premiérem Estonska. Později se stal členem Sociálnědemokratické strany (Sotsiaaldemokraatlik Erakond). V letech 1992–1995 byl ministrem životního prostředí. V letech 1988–1990 ředitelem botanické zahrady v Tallinu. Poslancem estonského parlamentu byl v období 1992–2004. V letech 2004–2009 byl europoslancem.